# Arctopus dregei
Arctopus dregei är en flockblommig växtart som beskrevs av Otto Wilhelm Sonder. Arctopus dregei ingår i släktet Arctopus och familjen flockblommiga växter. Inga underarter finns listade i Catalogue of Life.